# Покровка (Астраханская область)
Покровка — село в Ахтубинском районе Астраханской области России. Является административным центром Покровского сельсовета.

## География
Село находится в северо-восточной части Астраханской области, в восточной части Волго-Ахтубинской поймы, на расстоянии примерно 6 километров (по прямой) к северо-западу от города Ахтубинск, административного центра района. Абсолютная высота — 5 метров над уровнем моря.

Климат умеренный, резко континентальный. Характеризуется высокими температурами летом и низкими — зимой, малым количеством осадков, а также большими годовыми и летними суточными амплитудами температуры воздуха.

## История
В «Списке населенных мест Российской империи» 1859 года село упомянуто как казенный хутор Верхний Царевского уезда (1-го стана), при реке Ахтубе, расположенное в 63 верстах от уездного города Царева (ныне село в Ленинском районе Волгоградской области). В Верхем насчитывалось 70 домов и проживало 562 человека (285 мужчин и 277 женщин). В 1896 году в Верхнем был возведён храм во имя Покрова Пресвятой Богородицы (был закрыт в 1936 году, до наших дней не сохранился), а статус населённого пункта повышен до села. От названия храма село получило своё современное наименование.

## Население
| 2002 | 2010  |
| ---- | ----- |
| 1040 | ↗1070 |

По данным Всероссийской переписи, в 2010 году численность населения села составляла 1070 человек (494 мужчины и 576 женщина).

## Инфраструктура
В селе функционируют средняя общеобразовательная школа, детский сад, отделение Почты России, фельдшерско-акушерский пункт и дом культуры.

## Улицы
Уличная сеть села состоит из 16 улиц и 1 переулка.